# Marche pour le climat
 (septembre 2020).
 (juillet 2023).
Une marche pour le climat est une manifestation d'inspiration écologiste dont le but est d'inciter les pouvoirs publics à accentuer la lutte contre le réchauffement climatique.
Les marches pour le climat apparaissent dans les années 2000. Elles peuvent être locales ou répondre à un appel international, auquel cas plusieurs manifestations ont lieu simultanément dans différents pays.

## Chronologie

### Premières marches (2007-2017)

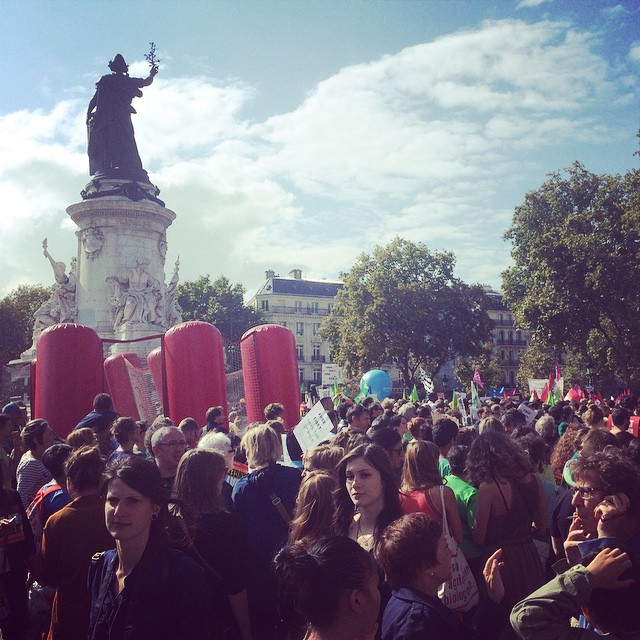
Marche pour le climat du 21 septembre 2014 à Paris.

Le 21 septembre 2014, une action, autoproclamée « plus grande mobilisation citoyenne jamais organisée sur l'enjeu climatique »  est organisée à quelques jours d'un sommet extraordinaire de l'ONU sur le changement climatique. Il est prévu qu'elle se déroule dans 158 pays,. À Paris : 5 000 manifestants selon la police, 25 000 personnes selon les organisateurs.
De nouvelles marches pour le climat ont lieu les 28 et 29 novembre 2015, à la veille de l'ouverture de la Conférence des parties de Paris (fréquemment dénommée COP21), rassemblant 600 000 personnes à travers le monde. À Paris : 4 500 manifestants selon la police, 10 000 personnes selon les organisateurs.

### Intensification du mouvement en 2018 et 2019

#### 2018

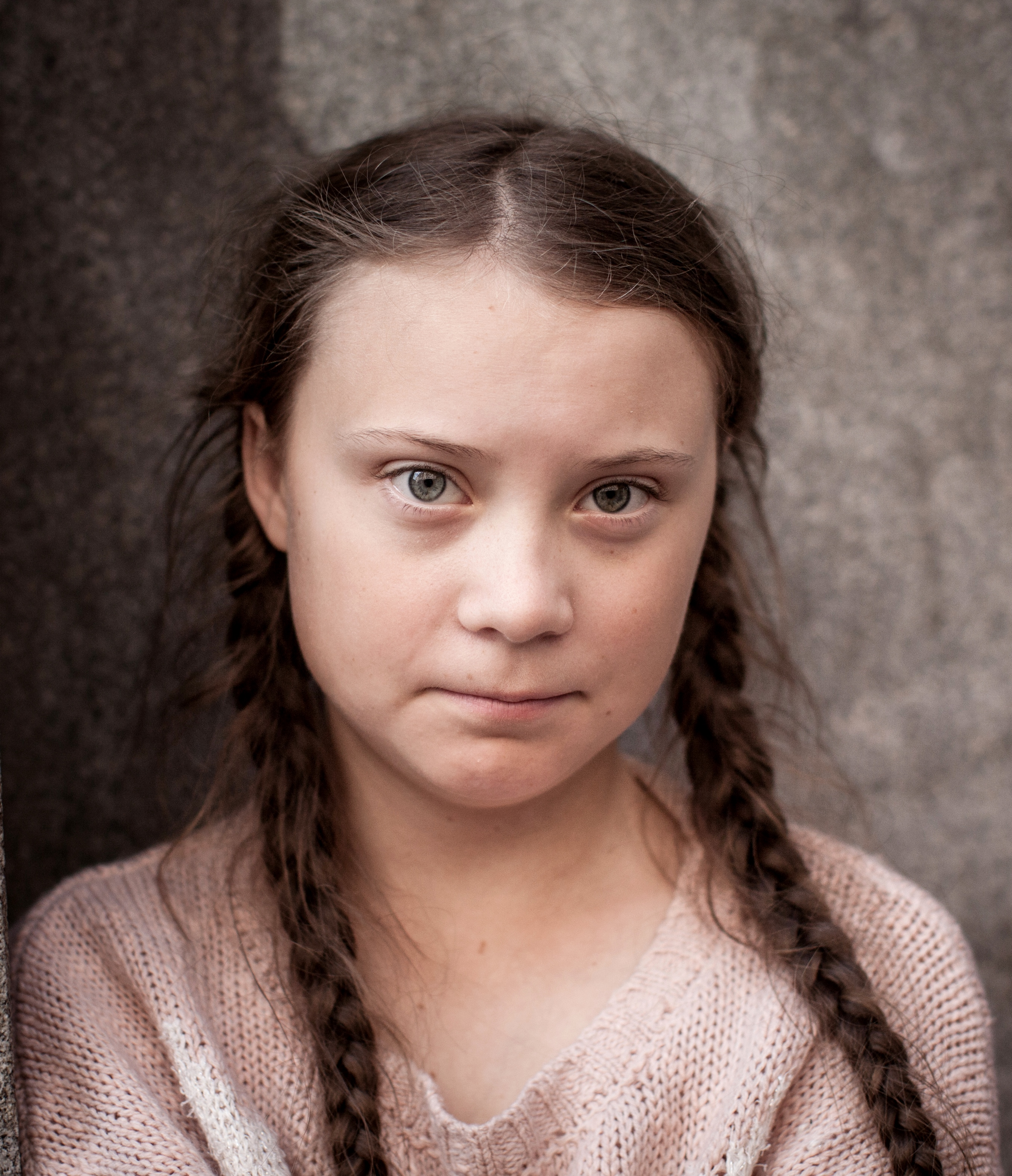
La militante Greta Thunberg, en 2018.

La démission de Nicolas Hulot, ministre français de la Transition écologique et solidaire le 28 août 2018, entraîne plusieurs réactions citoyennes dont  la Marche pour le climat, initiée par Maxime Lelong,, et  Non monsieur Hulot vous n'êtes pas seul, de Mathieu Hestin, une pétition qui recueille plus de 100 000 signatures.
Dans les jours suivants, plusieurs appels sont lancés : 
- le 3 septembre 2018, Le Monde publie « Le plus grand défi de l'histoire de l'humanité », une tribune signée par deux cents personnalités[12].
- le 4 septembre 2018, « Libérons l’investissement vert ! » paraît dans le journal Alternatives économiques. Le texte demande au gouvernement « de lancer d'urgence un grand programme d'investissement public en faveur de la transition écologique »[13] ;
- le 7 septembre 2018, le quotidien Libération publie une tribune signée par sept cents universitaires et appelant les décideurs politiques à agir concrètement pour le climat[14],[15].

- 8 septembre 2018 : 115 000 manifestants, selon les organisateurs[16],[17] ; à Paris : 18 500 manifestants, selon la police, 50 000 personnes selon les organisateurs[18].

La publication en octobre 2018 du Rapport spécial du GIEC sur les conséquences d'un réchauffement planétaire de 1,5 °C déclenche une nouvelle mobilisation qui se traduit par une marche rassemblant 130 000 personnes le 13 octobre. Cette mobilisation est soutenue par dix-neuf YouTubeurs au travers d'une vidéo vue plus de sept millions de fois sur les réseaux sociaux .
- 13 octobre 2018 : 120 000 personnes, selon les organisateurs[20] ; à Paris : 14 500 manifestants, selon le cabinet Occurrence pour un collectif de médias, 12 000 selon la police[21].
- 2 décembre 2018 : Le Climate Express (mouvement citoyen) et la Coalition Climat (qui coalise environ 70 organisations de la société civile belge) organisent une marche pour le climat dans les rues de Bruxelles. Selon la police, plus de 65 000 personnes sont présentes[réf. nécessaire].
- 8 décembre 2018 : 136 000 personnes, selon le mouvement Alternatiba[22] ; à Paris : 25 000 manifestants, selon les organisateurs, 17 000, selon la police[23]. La manifestation s'est déroulée en même temps que le Mouvement des Gilets jaunes, avec un nombre de participants sensiblement équivalent[23]. Une « convergence des luttes » est observée à plusieurs endroits[24].

#### 2019
- 10 janvier 2019 : La première manifestation de Youth for Climate Belgium, à l'initiative d'Anuna De Wever, inspirée par la suédoise Greta Thunberg, rassemble 3 000 jeunes[25] à la Gare de Bruxelles-Central pour une marche à destination du parlement flamand.
- 17 janvier 2019 : La deuxième manifestation en Belgique du collectif Youth For Climate part de nouveau de la Gare centrale et vise également le parlement flamand. Ce sont cette fois 12 500 personnes[26] qui défilent dans les rues de Bruxelles pour demander une politique climatique plus ambitieuse.
- 24 janvier 2019 : La troisième manifestation en Belgique Youth for Climate part cette fois de la gare centrale à Bruxelles, mais également à Liège. Ce sont cette fois 35 000 étudiants[27] flamands et wallons qui ont défilé à Bruxelles, mais également 6000 étudiants à Liège.
- 26 et 27 janvier 2019 : une centaine de marches et rassemblements mobilisent environ 80 000 personnes[28] ; à Paris : 8 500 personnes[29], selon les organisateurs, se rassemblent pour un débat « Agora » place de la République[30] ; à l'étranger : 70 000 personnes à Bruxelles, précédée d'un autre rassemblement deux jours plus tôt de 35 000 personnes à l'appel de lycéens et étudiants[31],[32].
- 15 février 2019 : à Paris : environ 200 étudiants devant le ministère de la Transition écologique et solidaire[33],[34]. Il s'agit de la première manifestation étudiante, répondant au mouvement international de grèves étudiantes pour le climat lancé par l'activiste suédoise Greta Thunberg.
- 22 février 2019 : à Paris : un millier d'étudiants manifestent entre la place de l'Opéra et la place de la République, pour la seconde mobilisation étudiante en France[35],[36]. En fin de journée, la militante et activiste écologiste suédoise Greta Thunberg rencontre Emmanuel Macron accompagnée de quatre jeunes belges et allemands[37].

- 31 janvier, 7, 14, 21 et 28 février 2019 : Tous les jeudis, les étudiants de la Belgique tout entière se mobilisent pour climat à Bruxelles, mais aussi à Liège, Louvain, Mons, Gand, et d'autres villes de tout le pays[38]

Les 15 et 16 mars 2019, une « marche du siècle » est organisée en France pour accompagner la pétition L'Affaire du siècle qui recueille 2,1 millions de signatures,, accompagnant l'assignation en justice de l'État pour inaction face au réchauffement climatique lancée par quatre ONG. Il s'agit alors de la pétition qui recueille le plus de signatures en France. 15 mars 2019 : 168 000 manifestants défilent dans plus de 200 villes de France, ; à Paris : 29 000 manifestants selon la Préfecture de Police et 50 000 manifestants selon les organisateurs[réf. nécessaire]. Une marche a aussi lieu en Belgique. 16 mars 2019 : 350 000 manifestants dans 220 villes selon les organisateurs ; à Paris : 107 000 manifestants selon les organisateurs, 25 000 à 36 000 selon la préfecture de police et 45 000 selon le comptage indépendant réalisé par Occurrence. Cette journée internationale de mobilisation contre le réchauffement climatique du 16 mars est intitulée « La marche du siècle »[réf. nécessaire]. De nombreuses personnalités prennent part à la marche,.
- 20 septembre 2019 : La date de cette manifestation mondiale a été fixée très à l'avance par les jeunes activistes du climat[50],[51],[52]. À Paris : environ 10 000 personnes selon le comptage indépendant réalisé par l'agence indépendante Occurrence[53] ; à New York, près de 250 000 manifestants, selon les organisateurs, 60 000 selon les autorités[54] ; 15 000 à Bruxelles[55],[56] ; 300 000 en Australie[57].
- 21 septembre 2019 : plus de 150 000 manifestants selon les organisateurs[58] ; à Paris : 38 000 manifestants selon les organisateurs[59], 15 000 selon un comptage indépendant[58].
- 27 septembre 2019 : à Montréal (Québec) : de 300 000 à plus de 500 000 manifestants selon les organisateurs[60].

### Déclin
En 2024, ces manifestations n'attirent plus que quelques centaines de marcheurs, la venue de Greta Thunberg passant quasiment inaperçue.

## Représentativité

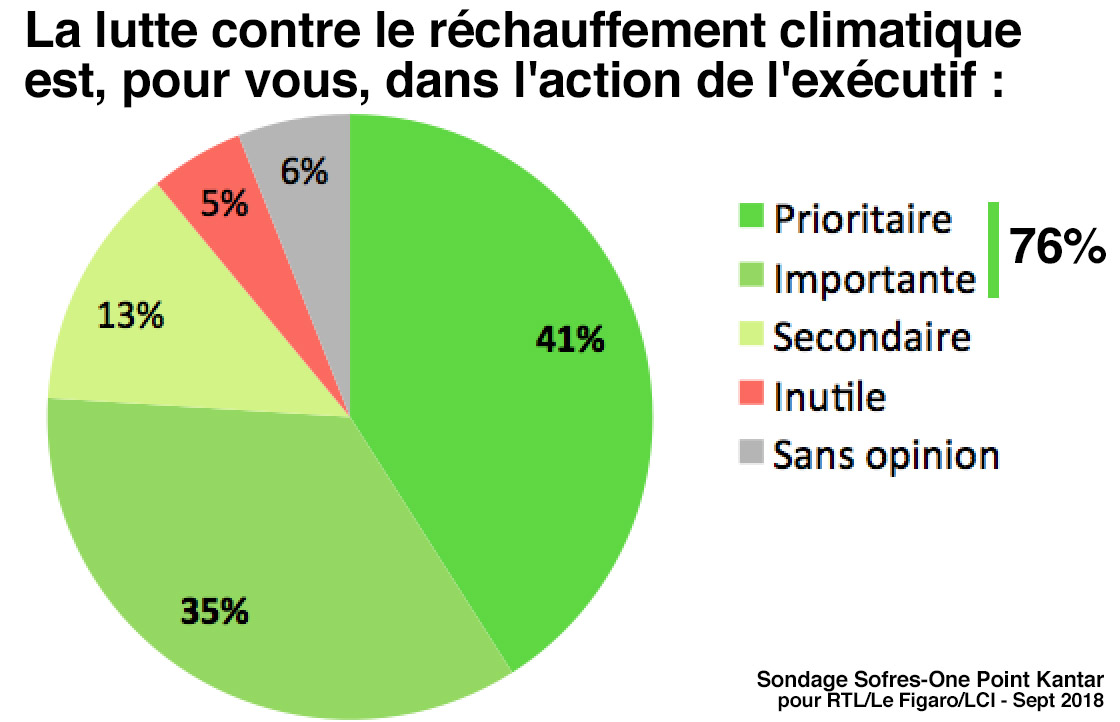
Sondage Sofres/One Point Kantar Sept 2018

Le 8 novembre 2021, de plus en plus de Français se déclarent indifférents à la lutte contre le réchauffement climatique
Beaucoup de participants viennent pour la première fois de leur vie à une manifestation pour l'écologie lors des marches pour le climat.
En 2020, après un an et demi de marches citoyennes pour le climat depuis le départ de Nicolas Hulot, le profil des manifestants se précise : il ne marque pas de rupture générationnelle, il est plutôt sectorisé idéologiquement et socialement, avec 74 % de sympathisants de gauche et des classes sociales supérieures surreprésentées. Deux profils se dégagent, tous deux critiques face au « système capitaliste » et appelant souvent au boycott des grands groupes : l'un radical, revenant à 80 % dans les manifestations, estiment que « la transformation politique n'a pas encore eu lieu » et réfléchissent à la désobéissance civile. L'autre, modéré, revenant à 50 % dans les manifestations, considère que l'inclusion de l'écologie dans le discours politique est en soi une victoire et prônent l'évolution des pratiques de consommation. Par ailleurs, le mouvement de Grève étudiante pour le climat est d'un profil très proche et n'a pas réussi à se diversifier, tout comme le Manifeste étudiant pour un réveil écologique principalement signé par les étudiants de Polytechnique, HEC ou de l'École centrale.
Selon l'étude sociologique menée par le collectif Quantité critique, les marches pour le climat en France comptent une surreprésentation des catégories supérieures et près de deux tiers de femmes,.

## Critiques
L'historienne Valérie Chansigaud évoque l’absence de projet alternatif commun de la part des manifestants et revendique « une convergence des luttes sociales et écologiques, seul moyen de défendre efficacement l’environnement ».
Le maintien de ces manifestations ne fait pas l'unanimité chez les militants écologistes. En effet, en 2018 et 2019, de nombreux affrontements entre la police et des mouvements incontrôlées en marge des cortèges entraînent une critique quant au maintien de celles-ci durant les périodes de conflits sociaux, tels que le mouvement des Gilets jaunes. Dans un communiqué, le WWF France a annoncé jeudi 6 décembre qu’il ne prendra pas part à la marche du 7 décembre 2018, « les conditions de sécurité n’étant plus réunies pour garantir un déroulement pacifique », selon cette ONG.

## Suite politique
À la suite de cet activisme, une « vague verte » submerge les élections européennes de 2019 et conduit au pacte vert pour l'Europe.